# Copa de la Princesa de Voleibol 2012
La Copa de la Princesa es una competición que se disputa en el voleibol a lo largo de dos días en una misma sede. La competición se lleva disputando durante varios años, siendo esta la V edición. En esta ocasión, el Polideportivo Braulio García en Gijón, España) acogerá un torneo cuya organización corrió a cargo del Real Grupo de Cultura Covadonga.

## Sistema de competición
La primera fase se lleva a cabo durante la primera ronda de la liga regular o Superliga 2. Los 3 equipos con mayor número de puntos se clasifican por la vía deportiva y el organizador. En caso de que este esté en esas tres plaza, también iría el cuarto clasificado.
Una vez dentro, los equipos juegan un torneo con formato de "Final Four" con semifinales y final. En las semifinales se enfrentan los primeros contra los segundos del otro grupo. Los finalistas se dan cita al día siguiente para conocer quién será el vencedor y por lo tanto el campeón de la competición oficial.

## Equipos participantes
Organizador:
· Real Grupo de Cultura Covadonga
Equipos de esta edición:
· Feel Volley Alcobendas
· CVB Barça
· GH Ecay Leadernet

## Cuadro de la Copa
|  | Semifinales | Semifinales                     | Semifinales | Semifinales            | Semifinales | Semifinales | Semifinales |    |                                 | Final | Final | Final | Final | Final | Final | Final |  |
|  |             |                                 |             |                        |             |             |             |    |                                 |       |       |       |       |       |       |       |  |
|  |             |                                 |             |                        |             |             |             |    |                                 |       |       |       |       |       |       |       |  |
|  | 3           | Real Grupo de Cultura Covadonga | 25          | 23                     | 25          | 25          |             |    |                                 |       |       |       |       |       |       |       |  |
|  | 3           | Real Grupo de Cultura Covadonga | 25          | 23                     | 25          | 25          |             |    |                                 |       |       |       |       |       |       |       |  |
|  | 1           | CVB Barça                       | 23          | 25                     | 22          | 15          |             |    |                                 |       |       |       |       |       |       |       |  |
|  | 1           | CVB Barça                       | 23          | 25                     | 22          | 15          |             | 2  | Real Grupo de Cultura Covadonga | 26    | 27    | 25    | 25    | 7     |       |       |  |
|  |             |                                 |             |                        |             |             |             | 2  | Real Grupo de Cultura Covadonga | 26    | 27    | 25    | 25    | 7     |       |       |  |
|  |             |                                 | 3           | Feel Volley Alcobendas | 28          | 25          | 21          | 27 | 15                              |       |       |       |       |       |       |       |  |
|  | 0           | GH Ecay Leadernet               | 3           | Feel Volley Alcobendas | 28          | 25          | 21          | 27 | 15                              | 25    | 17    | 18    |       |       |       |       |  |
|  | 0           | GH Ecay Leadernet               |             |                        |             |             |             |    |                                 | 25    | 17    | 18    |       |       |       |       |  |
|  | 3           | Feel Volley Alcobendas          | 27          | 25                     | 25          |             |             |    |                                 |       |       |       |       |       |       |       |  |
|  | 3           | Feel Volley Alcobendas          | 27          | 25                     | 25          |             |             |    |                                 |       |       |       |       |       |       |       |  |
|  |             |                                 |             |                        |             |             |             |    |                                 |       |       |       |       |       |       |       |  |

| Predecesor: Copa de la Princesa 2011 Salou | 'Copa de la Princesa 2012' Gijón | Sucesor: Copa de la Princesa 2013 Barcelona |